# Редиу (Хочени)
Редиу (рум. Rediu) насеље је у Румунији у округу Васлуј у општини Хочени. Oпштина се налази на надморској висини од 201 m.

## Становништво
Према подацима из 2011. године у насељу је живело 31 становника.